# Visionssuche
Die Visionssuche (engl. Visionquest oder Vision Quest), auch Traumfasten oder Schutzgeistsuche ist im ethnologischen Sinn eine spirituelle Praxis einiger ethnischer Religionen Amerikas zur Erlangung von übernatürlicher Kraft durch die ritualisierte Suche nach einem persönlichen Schutzgeist. Sie kam bei den Eskimos und den Indianern des nordöstlichen, zentralen und westlichen Nordamerikas sowie bei vereinzelten Stämmen Südamerikas vor und spielte eine besondere Rolle bei der Persönlichkeitsentwicklung junger Menschen; in den meisten Fällen von Männern, bei einigen Stämmen jedoch auch von Frauen.
Die Suchenden begaben sich dazu allein an entlegene Orte, um dort durch tagelanges Fasten, Schlafentzug und andere Formen der Selbstmarter die gewünschten Visionen zu erlangen. Der so erzeugte veränderte Bewusstseinszustand führte zu Halluzinationen, die als Kontakt zu einem Schutzgeist aus dem Jenseits erlebt wurden. Mit ihm wurde dann in verschiedener Weise ein Pakt geschlossen. Der tiefe Glaube an diesen Pakt stärkte das Selbstvertrauen der jungen Menschen, so dass etwa junge Männer in der Liebe, im Handel oder im Kampf erfolgreich waren.
Die Eindrücke übernatürlicher Erscheinungen haben Ähnlichkeit mit der schamanischen Seelenreise. Sowohl die Art der Visionssuche als auch die mentalen Erlebnisse spiegelten die kulturellen Erwartungen des jeweiligen Volkes wider. So waren Tapferkeit und Standhaftigkeit bei allen Ethnien, die Visionssuchen durchführten, hohe Ideale; war beispielsweise ein individueller Totemismus mit der Vorstellung seelenverwandter Tiere Teil der Kultur, dann erschien der Schutzgeist in Gestalt eines Tieres. Nach dem Niedergang der nordamerikanischen Indianer Ende des 19. Jahrhunderts verlor die Visionssuche erheblich an Bedeutung. Sie wurde jedoch Teil der christlich-synkretistischen Peyote-Religion
Nach Anthony Wallace gehört die Visionssuche zu den „individualistischen religiösen Kulten“, da in der Regel weder Schamanen noch Priester für die Durchführung notwendig sind. Nur in Ausnahmen (etwa beim Männlichkeitsritual der Shuar Ecuadors oder dem Toloache-Kult Südkaliforniens) wird bzw. wurde sie als im Rahmen kollektiver Initiationsriten und unter Einsatz psychotroper Drogen durchgeführt.
In der esoterischen Szene existiert eine westlich adaptierte Form der Visionssuche.

## Ablauf
Um eine Vision zu erlangen, sind Vorbereitungen erforderlich. Ein Ort in der Wildnis wird ausgewählt, an dem der Suchende – manchmal zusammen mit anderen Suchenden – ungestört sein kann. Häufig werden gerne Hügel und Anhöhen für eine Visionssuche ausgesucht, um den Alltag hinter sich lassen und dem „Himmel“ besonders nahe sein zu können. In manchen Kulturen wird der Ort, an dem die Vision empfangen werden soll, durch einen Medizinmann oder in einem Traum gezeigt.
Das Ritual durchläuft drei deutlich unterscheidbare Phasen: Abtrennung (Vorbereitung), Schwellenzeit (Solo) und Wiederverkörperung (Integration).
Das eigentliche Ritual beginnt mit einer Reinigung des Körpers und der Kleidung. Während der Visionssuche, die je nach Volk einige Stunden oder aber auch Tage bis Wochen dauern kann, enthält sich der Kandidat jeglicher Nahrung und lehnt es in vielen Fällen auch ab, Wasser zu trinken. Er verbringt die Zeit während des Tages und der Nacht mit Beten und Meditationen, er hört auf den Wind, die Tiere, das Gras, die Steine und versucht sich für Botschaften der Elemente und wahrgenommene Hinweise und Symbole, die mit seinem Anliegen in Beziehung stehen könnten, zu öffnen. Die ersehnte Vision – ein tranceartiges Erlebnis – offenbart sich in der Regel erst nach einigen Tagen plötzlich und unerwartet und in individuell unterschiedlicher Form z. B. als überraschende Einsicht, das Sehen von Bildern und Abläufen oder als Botschaften, die durch Geister, Tiere und andere Verbündete mitgeteilt werden.
Bei vielen Stämmen wurde anschließend ein sogenannter Medizinbeutel mit heiligen Gegenständen gefüllt, der alsdann die Funktion eines Talismanes hatte, der die Vision jederzeit vergegenwärtigen sollte.
Ein Visionssuchender, der mit einer Vision heimkehrt, feiert das Ereignis mit seinen Verwandten und Freunden. Die empfangene Vision wird als ein Geschenk betrachtet, das in das Leben integriert werden muss und das die Verpflichtung mit sich bringt, entsprechend den neuen Einsichten zu handeln.

## Beispiele
Bei den Lakota-Indianern stellt die Visionssuche eine der Sieben Riten dar, die den Menschen der Überlieferung nach von der Weißen Büffelkalbfrau gegeben wurde. Während die Vision bei ihnen öffentlich bekanntgegeben und von der Gemeinschaft gedeutet wurde, hielten die Ojibwa-Indianer und andere Algonkin das Ergebnis geheim.
Bei den Absarokee (Crow) kam es vor, dass sich die jungen Männer ein Stück des vierten Fingers der linken Hand abschnitten, wenn die Vision anders nicht erscheinen wollte. Jungen Crow wurde schon als Kleinkind impliziert, welche Wirkung eine Vision haben wird und was sich dabei alles ereignen kann. Diese Erwartungshaltung führte dazu, dass bei ihrer Visionssuche „tatsächlich“ ein Büffel, eine Schlange, ein Hühnerbussard, ein Donnervogel, ein Zwerg oder ein geheimnisvoller Fremder erschien, der oder die ihn als Schützling adoptierten. Obwohl die Visionssuche ein individualistisches Ritual ist, führten die gemeinsamen kulturellen Vorstellungen des Stammes nach Robert Lowies Untersuchungen meistens zu den fünf folgenden Übereinstimmungen:
1. Eintritt der Vision am Ende des vierten Tages
2. Bäume und Felsen verwandelten sich in Feinde, die dem auftauchenden Geist jedoch nichts anhaben konnten
3. Adoption durch den freundlich gesinnten Schutzgeist
4. Offenbarung von künftigen Heldentaten
5. Erwerb eines heiligen Liedes

Von Erwachsenen wurden Visionssuchen unternommen, um die Heilung eines Verwandten zu erwirken, die Lösung für persönliche Fragen oder Probleme zu finden, um einen Lebensabschnitt zu beenden oder einen neuen zu beginnen oder um die Welt und ihr Leben mit neuen Augen, unter anderen Perspektiven sehen zu lernen.
In Mesoamerika kann ein Schutzgeist als Nagual bezeichnet werden sowie die Praxis der Schutzgeist-Suche als Nagualismus.

## Ähnliche Praktiken in anderen Religionen
Auch in der Bibel wird darüber berichtet, dass zum Beispiel Jesus 40 Tage und Nächte fastend in die Wüste ging. Von Moses oder dem Propheten Elija wird berichtet, dass sie sich fastend in die Wüste begaben. Die Apostelgeschichte berichtet von Gläubigen, die fasten, bevor sie Entscheidungen treffen (Apg. 13:3;14:23). Ob in Moses Begegnung mit Gott auf dem Heiligen Berg oder während Jesus Kampf mit den Dämonen in der Wüste – immer wurden dabei die drei Tabus eingehalten, die auch heute noch dem Sinnsuchenden mit auf den Weg gegeben werden: kein Essen, kein menschlicher Kontakt, kein/minimaler Schutz vor den Gewalten der Natur.
Im Islam ist die sogenannte Istichāra (istiḫāra) eine Methode zur Erlangung von Visionen. Hierbei spricht ein Muslim ein bestimmtes Bittgebet, bevor er sich schlafen legt. Während des Schlafes soll er dann göttliche Rechtleitung erhalten. Viele Muslime greifen auf diese Methode zurück, wenn sie wichtige Lebensentscheidungen treffen, zum Beispiel einen Ehepartner aussuchen oder sich für einen Beruf entscheiden.

## Heutige Visionssuche in der westlichen Gesellschaft
Die heutige, in der westlichen Esoterik angebotene Visionssuche wurde in den 1970er Jahren von dem Psychologen Steven Foster und seiner Frau Meredith Little entwickelt. Es handelt sich nicht um die Nachahmung eines konkreten indianischen Rituals. Vielmehr entnahmen Foster und Little drei Elemente indigener Praktiken, um daraus eine neue Form der Visionssuche zu kreieren:
1. Die Methoden Nahrungsentzug, Alleinsein, der Wildnis ausgesetzt sein und Schlafentzug
2. Der Teilnehmer findet Erkenntnisse durch seine Innenschau in der Tiefe seiner eigenen Psyche, er weiht sich selbst
3. Die universale Grundstruktur „Ablösung – Schwellenzeit – Wiedereingliederung“ alter Übergangsriten[8].

Im Gegensatz zu den Indianern ist die westliche Gesellschaft nicht traditionsgebunden. Rituelles Wissen unserer Vorfahren ist deshalb weitgehend verlorengegangen. Um die Visionssuche auf Bedürfnisse der westlichen Gesellschaft zu adaptieren, führten Foster und Little drei Neuerungen ein:
1. In der Vorbereitungszeit wird das für die Selbsteinweihung notwendige rituelle Wissen vermittelt.
2. Die Inhalte der Veranstaltung sind unabhängig von Traditionen, Konfessionen oder Ideologien.
3. Einen hohen Sicherheitsstandard.

Die Visionssuche für Männer und Frauen ermöglicht u. a.
- eine Bestandsaufnahme des bisherigen Lebens,
- eine Neuorientierung, indem Erkenntnisse zu existentiell wichtigen Fragen gefunden werden,
- eine Integration des Neuen in einem reiferen Lebensabschnitt.

Auf die in der westlichen Gesellschaft angebotene Visionssuche gehen Männer und Frauen vier Tage und vier Nächte alleine, ohne Nahrungsmittel aber mit genügend Wasser in die Wildnis. Mit Vor- und Nachbereitung ergibt sich eine Veranstaltungsdauer von typischerweise zwölf Tagen.